# Gammerages
Gammerages (en néerlandais : Galmaarden) est une ancienne commune néerlandophone de Belgique située en Région flamande dans la province du Brabant flamand. Le 1er janvier 2025, les communes de Gammerages, Gooik et Hérinnes fusionnent pour former la commune de Pajottegem.

## Sections de la commune de Gammerages
| # | Section    | Superf. (km²) | Habitants (2020) | Habitants par km² | Code INS |
| - | ---------- | ------------- | ---------------- | ----------------- | -------- |
| 1 | Galmaarden | 11,69         | 3.707            | 317               | 23023A   |
| 2 | Tollembeek | 13,94         | 1.967            | 204               | 23023C   |
| 3 | Vollezele  | 9,66          | 3.162            | 227               | 23023B   |

## Fusion de 2025 - Nouvelle commune de Pajottegem
À partir du 1er janvier 2025, Gammerages fusionne avec les communes de Gooik et de Hérinnes pour former la nouvelle commune de Pajottegem ,. (Décret du Gouvernement régional flamand du 19 avril 2024 publié le 24 mai 2024 ). Les habitants ont pu choisir entre plusieurs toponymes ("Glooiingen", "Heidemark", "Mooigem", "Pajottegem" et "Reinsberge"). La nouvelle entité compterait 25.000 habitants.

## Héraldique
|  | La commune possède des armoiries qui lui ont été octroyées le 2 décembre 1985. Elles montrent les armoiries des seigneurs d'Enghien avec un écusson avec un léopard. Ce dernier est dérivé des armoiries historiques de Galmaarden. Les armoiries d'Enghien ont été utilisées par Vollezele. Les plus anciennes armoiries connues d'un seigneur de Galmaarden datent de 1280. Walter de Braine arborait également les armoiries d'Enghien, descendant de cette dernière famille. Les armoiries précédentes avaient été accordées le 27 juillet 1908. Le plus ancien sceau connu du conseil local date de la fin du XIVe siècle et montre un léopard. Les derniers sceaux montrent également le léopard. Pourquoi le léopard a-t-il été transformé en lion en 1818 et à nouveau en 1908 ? L'origine des armoiries n'est pas claire. Parmi les familles qui ont dirigé la ville à partir de la fin du XIVe siècle et plus tard, beaucoup utilisaient un lion, mais aucune un léopard. Il est donc probable que les armoiries proviennent des armoiries des plus anciens seigneurs de Galmaarden dont les armoiries, malheureusement, ne sont plus connues. Le 31 octobre 1818, les armoiries avec le lion étaient déjà accordées, mais avec une petite lettre G dans le coin supérieur droit qui, toutefois, n'était pas mentionnée dans le blason. Les couleurs étaient les couleurs nationales néerlandaises, comme en 1813 le bourgmestre a introduit la demande sans indiquer les couleurs. Les armoiries ont donc été attribuées aux couleurs nationales néerlandaises. Lorsque les armoiries ont été confirmées après l'indépendance de la Belgique, les couleurs n'ont pas été changées. Blasonnement : Gironné d'argent et de sable de 10 pièces, chaque deuxième pièce chargée de 3 croix recroisetées au pied fiché d'or; d'azur au léopard d'or sur le tout. - Délibération communale : 24 septembre 1985 - Arrêté de l'exécutif de la communauté : 2 décembre 1985 - Moniteur belge : 8 juillet 1986 Source du blasonnement : Heraldy of the World. |

## Démographie

### Démographie: avant la fusion des communes de 1977
- Source : DGS recensements population.

### Démographie: commune fusionnée de 1977
Graphe de l'évolution de la population de la commune (la commune de Gammerages étant née de la fusion des anciennes communes de Gammerages de Tollembeek et de Vollezele, les données ci-après intègrent les trois communes dans les données avant 1977).
Les chiffres des années 1831 à 1970 tiennent compte des chiffres des anciennes communes fusionnées.
- Source : DGS, de 1831 à 1981 = recensements population ; à partir de 1990 = nombre d'habitants chaque 1er janvier.[8]